# Modérantisme
Il modérantisme o fazione dei moderati era il nome creato, durante la Rivoluzione francese, dai fautori del terrorismo di Stato, vale a dire certi Montagnardi indicati per nome da Camille Desmoulins negli ultimi numeri del giornale Le Vieux Cordelier.
Le accuse di "moderantismo" colpiscono soprattutto coloro che, nel 1793, hanno parlato di una pace separata con le potenze disposte a riconoscere la Repubblica. Georges Jacques Danton, molto popolare, carismatico e temuto da Bertrand Barère, suo collega al primo Comitato di salute pubblica, è stato il primo designato con questo termine.
Vari oratori dei Giacobini e soprattutto dei Cordiglieri hanno parlato ancora di moderatismo e di moderati  verso coloro che, come Georges-Jacques Danton, avevano sottoscritto la famosa memoria di Pierre Philippeaux sulla guerra in Vandea dalla quale tornava e che ha chiesto di porne fine. Questa memoria, che raccomanda la cessazione delle violenze e della repressione in questa zona stremata, supportata da fatti concreti, spesso scandalosi come le Colonne infernali, osservate sul posto, ha fatto un'impressione molto forte, turba i Giacobini ed è all'origine del rinvio di Philippeaux al Tribunale rivoluzionario. La versione autentica della memoria di Pierre Philippeaux è stata pubblicata dalla sua vedova nell'anno III (1795).
Camille Desmoulins, nel suo le Vieux Cordelier si fa portavoce di Danton e di Philippeaux. Attacca direttamente i fautori del terrorismo: Bertrand Barère de Vieuzac, Jean-Marie Collot d'Herbois, Billaud-Varenne e i loro complici.
Il 5 aprile 1794, Danton, Desmoulins e Philippeaux cadranno sotto la scure rivoluzionaria, ma i loro giudici cercheranno di evitare che il dibattimento verta sulla questione della guerra e della Vandea.
Si mescolano gli imputati con dei deputati coinvolti in casi di frode e di arricchimento personale, come quelli coinvolti nell'affare della liquidazione della Compagnia delle Indie del 1793.
Protetti più che mai da Barère, Collot d'Herbois e Billaud-Varenne, i terroristi hanno continuato le loro azioni criminali contribuendo a rendere la Repubblica ripugnante e impedire il graduale ritorno alla pace. Robespierre ha cercato di intervenire e ha chiesto il richiamo dei funzionari, come Joseph Lebon, che faceva regnare il terrore nel nord della Francia, Joseph Fouché continuatore dei crimini di Collot d'Herbois a Lione, e Jean-Baptiste Carrier, che pure lui procedeva alle esecuzioni di massa di civili, bambini compresi. Quest'ultimo reclamava la ghigliottina contro coloro che volevano fermare la Rivoluzione. « Mostri! si scriverà un giorno parlando dei moderati alla tribuna dei Cordiglieri, vorrebbero rompere i patiboli; ma, cittadini, non dimenticate mai, sono coloro che non vogliono la ghigliottina che si sentono degni della ghigliottina! »